# Ras El Ain Chaouia
Ras El Ain Chaouia é uma comuna rural de Marrocos pertencente a região de Casablanca-Settat, província de Settat e circulo de Ben Ahmed.
A comuna foi criada em 1959 e tinha 14.747 habitante em 2014. O seu principal núcleo urbano é Ras El Ain que tinha 3.614 habitante em 2014. A sua área é de 120 km².